# Castle Cary
Castle Cary – miasto w Wielkiej Brytanii, w Anglii, w hrabstwie Somerset, położone 8 km na północny zachód od Wincanton i 12 km na południe od Shepton Mallet. Przez miasto przepływa rzeka Cary, dopływ Parrettu. 

## Historia
Miasto było w XII wieku siedzibą zamku wybudowanego przez Waltera Douaia, choć niektórzy historycy podważają jego istnienie aż do XV wieku. W średniowieczu miasto było znane jako ośrodek tkactwa o znaczeniu krajowym i ośrodek tkactwa z końskiej sierści. Po upadku miasto zyskało na znaczeniu po wybudowaniu linii kolejowej Londyn - Penzance.

## Atrakcje turystyczne
- Osiemnastowieczne więzienie i muzeum
- Kościół Wszystkich Świętych z roku 1470